# Союз TMA-03M
«Союз ТМА-03М» — російський пілотований космічний корабель, на якому було здійснено пілотований політ до Міжнародної космічної станції. Це був двадцять дев'ятий політ корабля серії «Союз» до МКС і третій серії ТМА-М. До складу екіпажу корабля входять космонавти Олег Кононенко (Росія), Андре Кейперс (Голландія) і Доналд Петтіт (США). На МКС вони увійшли до складу тридцятої і тридцять першої довготривалої експедиції.
Старт пілотованого космічного корабля «Союз ТМА-03М» відбувся штатно 21 грудня 2011.
Корабель успішно повернувся на Землю 1 липня 2012 року.

## Екіпаж

### Екіпаж старту
- (Роскосмос) Олег Кононенко (2-й космічний політ) — командир екіпажу.
- (ЄКА) Андре Кейперс (2) — бортінженер[3].
- (НАСА) Доналд Петтіт (3) — бортінженер.

### Дублюючий екіпаж
- (Роскосмос) Юрій Маленченко — командир екіпажу.
- (НАСА) Суніта Вільямс — бортінженер.
- (JAXA) Акіхіто Хосіде — бортінженер.

## Виноски
1. 1 2  (рос.)Экипаж корабля Союз ТМА-03М успешно приземлился в Казахстане
2. ↑  Трьох космонавтів відправили на МКС з Байконура
3. ↑  http://www.esa.int/esaCP/SEMDZZUHYXF_index_0.html